# Saison 2022-2023 de la KHL
Saison précédente Saison suivante
La saison 2022-2023 est la 15e saison de la Ligue continentale de hockey (KHL). La saison régulière se déroule du 1er septembre 2022 au 26 février 2023 alors que les séries éliminatoires de la Coupe Gagarine se terminent le 29 avril 2023. 

## Palmarès de la saison
- KHL
  - Coupe d'Ouverture : HK CSKA Moscou
  - Coupe du Continent : SKA Saint-Pétersbourg
  - Coupe du champion de la conférence ouest : HK CSKA Moscou
  - Coupe du champion de la conférence est : Ak Bars Kazan
  - Coupe Gagarine : HK CSKA Moscou

## Saison régulière
La Coupe d'Ouverture oppose le CSKA Moscou au Metallourg Magnitogorsk.
| 1er septembre 2022 | HK CSKA Moscou | 6-2 (0-2, 5-0, 1-0) | Metallourg Magnitogorsk | CSKA Arena, Moscou 7 337 spectateurs |

| Feuille de match | Feuille de match | Feuille de match                     | Feuille de match                                                             | Feuille de match                                                            |
| ---------------- | --- | ------------------------------------ | ---------------------------------------------------------------------------- | --------------------------------------------------------------------------- |
|                  | Grigorenko (Claesson) — 20 min 45 s Karnaoukhov (Claesson, Provolnev) — 26 min 35 s Pankratov (Sergueïev) — 27 min 43 s Plotnikov (Grigorenko, Gouskov) — 37 min 22 s Iourtaïkine — 38 min 17 s Grigorenko (Nesterov, Slepychev) — 43 min 34 s (SN) | 0-1 0-2 1-2 2-2 3-2 4-2 5-2 6-2      | Akolzine (Khabarov) — 8 min 2 s Kochelev (Karpov, Zernov) — 13 min 54 s (SN) | Arbitrage : Konstantin Olenine Alekseï Ravodine Iouri Ivanov Dmitri Chichlo |
| Adam Reideborn   | Gardiens | Vassili Kochetchkine Edward Pasquale |                                                                              | Arbitrage : Konstantin Olenine Alekseï Ravodine Iouri Ivanov Dmitri Chichlo |
| 35 min           | Pénalités | 6 min                                |                                                                              | Arbitrage : Konstantin Olenine Alekseï Ravodine Iouri Ivanov Dmitri Chichlo |
| 34               | Tirs | 27                                   |                                                                              | Arbitrage : Konstantin Olenine Alekseï Ravodine Iouri Ivanov Dmitri Chichlo |

### Classements
La distribution des points s'effectue selon le système suivant :
- 2 points pour la victoire dans le temps réglementaire, en prolongation ou aux tirs au but.
- 1 point pour la défaite en prolongation ou aux tirs au but.
- 0 point pour la défaite dans le temps réglementaire.

#### Conférence Ouest
| Clt   | Équipe                 | PJ | V  | VP | VF | D  | DP | DF | BP  | BC  | Pts |
| ----- | ---------------------- | -- | -- | -- | -- | -- | -- | -- | --- | --- | --- |
| +001, | SKA Saint-Pétersbourg  | 68 | 40 | 6  | 4  | 13 | 3  | 2  | 243 | 150 | 105 |
| +002, | HK CSKA Moscou         | 68 | 33 | 8  | 2  | 17 | 5  | 3  | 214 | 162 | 94  |
| +003, | Lokomotiv Iaroslavl    | 68 | 35 | 3  | 3  | 17 | 7  | 3  | 164 | 122 | 92  |
| +004, | Torpedo Nijni Novgorod | 68 | 31 | 7  | 4  | 20 | 4  | 2  | 204 | 172 | 90  |
| +005, | HK Dinamo Moscou       | 68 | 29 | 4  | 5  | 19 | 5  | 6  | 174 | 147 | 87  |
| +006, | HK Vitiaz              | 68 | 24 | 6  | 4  | 26 | 3  | 5  | 169 | 170 | 76  |
| +007, | Severstal Tcherepovets | 68 | 20 | 4  | 7  | 24 | 7  | 6  | 182 | 187 | 75  |
| +008, | HK Dinamo Minsk        | 68 | 21 | 4  | 2  | 27 | 7  | 7  | 175 | 201 | 68  |
| +009, | HK Spartak Moscou      | 68 | 21 | 3  | 4  | 32 | 6  | 2  | 154 | 192 | 64  |
| +010, | HC Red Star Kunlun     | 68 | 15 | 3  | 3  | 40 | 3  | 4  | 152 | 226 | 49  |
| +011, | HK Sotchi              | 68 | 9  | 2  | 0  | 47 | 8  | 2  | 142 | 254 | 32  |

#### Conférence Est
| Clt   | Équipe                      | PJ | V  | VP | VF | D  | DP | DF | BP  | BC  | Pts |
| ----- | --------------------------- | -- | -- | -- | -- | -- | -- | -- | --- | --- | --- |
| +001, | Ak Bars Kazan               | 68 | 27 | 10 | 4  | 18 | 7  | 2  | 187 | 158 | 91  |
| +002, | Salavat Ioulaïev Oufa       | 68 | 28 | 6  | 4  | 20 | 3  | 7  | 174 | 141 | 86  |
| +003, | Avangard Omsk               | 68 | 27 | 8  | 4  | 21 | 5  | 3  | 188 | 164 | 86  |
| +004, | Avtomobilist Iekaterinbourg | 68 | 30 | 6  | 1  | 22 | 5  | 4  | 188 | 172 | 83  |
| +005, | Metallourg Magnitogorsk     | 68 | 30 | 4  | 1  | 20 | 8  | 5  | 189 | 175 | 83  |
| +006, | Sibir Novossibirsk          | 68 | 21 | 8  | 9  | 23 | 4  | 3  | 172 | 161 | 83  |
| +007, | Admiral Vladivostok         | 68 | 21 | 5  | 7  | 26 | 4  | 5  | 131 | 139 | 75  |
| +008, | Neftekhimik Nijnekamsk      | 68 | 25 | 7  | 1  | 29 | 4  | 2  | 173 | 193 | 72  |
| +009, | Traktor Tcheliabinsk        | 68 | 23 | 2  | 6  | 27 | 8  | 2  | 169 | 190 | 72  |
| +010, | Amour Khabarovsk            | 68 | 21 | 4  | 5  | 29 | 5  | 4  | 141 | 168 | 69  |
| +011, | HK Barys                    | 68 | 20 | 4  | 3  | 34 | 3  | 4  | 153 | 194 | 61  |

- Champion de la Coupe du Continent
- Qualifié pour la Coupe Gagarine

### Meilleurs pointeurs
| Joueur                  | Équipe                      | PJ | B  | A  | Pts | +/- | Pun |
| ----------------------- | --------------------------- | -- | -- | -- | --- | --- | --- |
| Dmitrij Jaškin          | SKA Saint-Pétersbourg       | 67 | 40 | 22 | 62  | +21 | 48  |
| Vladimir Tkatchiov      | Avangard Omsk               | 64 | 23 | 36 | 59  | +17 | 31  |
| Aleksandr Radoulov      | Ak Bars Kazan               | 62 | 25 | 32 | 57  | +10 | 66  |
| Stéphane Da Costa       | Avtomobilist Iekaterinbourg | 54 | 20 | 36 | 56  | +14 | 42  |
| Sergueï Toltchinski     | Avangard Omsk               | 68 | 16 | 40 | 56  | +14 | 42  |
| Reid Boucher            | Avangard Omsk               | 64 | 31 | 24 | 55  | +1  | 65  |
| Aleksandr Khokhlatchiov | HK Spartak Moscou           | 65 | 19 | 36 | 55  | -9  | 73  |
| Taylor Beck             | Sibir Novossibirsk          | 67 | 18 | 37 | 55  | -2  | 50  |
| Aleksandr Nikichine     | SKA Saint-Pétersbourg       | 65 | 11 | 44 | 55  | +19 | 50  |
| Marat Khaïroulline      | SKA Saint-Pétersbourg       | 65 | 28 | 26 | 54  | +9  | 36  |

### Meilleurs gardiens
| Gardien            | Équipe(s)             | PJ | V  | D  | Min           | Moy  | %Arr | Bl |
| ------------------ | --------------------- | -- | -- | -- | ------------- | ---- | ---- | -- |
| Nikita Serebriakov | Admiral Vladivostok   | 50 | 20 | 20 | 2921 min 33 s | 94,4 | 1,79 | 5  |
| Maksim Dorojko     | HK Vitiaz             | 40 | 17 | 13 | 2388 min 39 s | 94,1 | 1,96 | 5  |
| Ievgueni Alikine   | Amour Khabarovsk      | 39 | 16 | 18 | 2218 min 37 s | 93,7 | 2,03 | 5  |
| Daniil Issaïev     | Lokomotiv Iaroslavl   | 38 | 21 | 13 | 2210 min 17 s | 93,4 | 1,60 | 5  |
| Matt Jurusik       | Red Star Kunlun       | 24 | 7  | 13 | 1370 min 0 s  | 93,3 | 2,58 | 4  |
| Ilia Iejov         | Salavat Ioulaïev Oufa | 44 | 22 | 10 | 2388 min 5 s  | 92,9 | 1,96 | 4  |

## Coupe Gagarine
|  | Quarts de finale de Conférence | Quarts de finale de Conférence | Quarts de finale de Conférence |   |                             | Demi-finales de Conférence | Demi-finales de Conférence | Demi-finales de Conférence |  |   | Finales de Conférence | Finales de Conférence | Finales de Conférence |  |   | Finale de la Coupe Gagarine | Finale de la Coupe Gagarine | Finale de la Coupe Gagarine |
|  |                                |                                |                                |   |                             |                            |                            |                            |  |   |                       |                       |                       |  |   |                             |                             |                             |
|  | 1                              | Ak Bars Kazan                  | 4                              |   |                             |                            |                            |                            |  |   |                       |                       |                       |  |   |                             |                             |                             |
|  | 8                              | Neftekhimik Nijnekamsk         | 2                              |   |                             |                            |                            |                            |  |   |                       |                       |                       |  |   |                             |                             |                             |
|  | 8                              | Neftekhimik Nijnekamsk         | 2                              |   | 1                           | Ak Bars Kazan              | 4                          |                            |  |   |                       |                       |                       |  |   |                             |                             |                             |
|  |                                |                                |                                |   | 1                           | Ak Bars Kazan              | 4                          |                            |  |   |                       |                       |                       |  |   |                             |                             |                             |
|  |                                | 7                              | Admiral Vladivostok            | 2 |                             |                            |                            |                            |  |   |                       |                       |                       |  |   |                             |                             |                             |
|  | 2                              | 7                              | Admiral Vladivostok            | 2 | Salavat Ioulaïev Oufa       | 2                          |                            |                            |  |   |                       |                       |                       |  |   |                             |                             |                             |
|  | 2                              |                                |                                |   | Salavat Ioulaïev Oufa       | 2                          |                            |                            |  |   |                       |                       |                       |  |   |                             |                             |                             |
|  | 7                              | Admiral Vladivostok            | 4                              |   |                             |                            |                            |                            |  |   |                       |                       |                       |  |   |                             |                             |                             |
|  | 7                              | Admiral Vladivostok            | 4                              |   |                             |                            |                            |                            |  | 1 | Ak Bars Kazan         | 4                     |                       |  |   |                             |                             |                             |
|  | Conférence Est                 |                                |                                |   |                             |                            |                            |                            |  | 1 | Ak Bars Kazan         | 4                     |                       |  |   |                             |                             |                             |
|  |                                | 3                              | Avangard Omsk                  | 1 |                             |                            |                            |                            |  |   |                       |                       |                       |  |   |                             |                             |                             |
|  | 4                              | 3                              | Avangard Omsk                  | 1 | Avtomobilist Iekaterinbourg | 3                          |                            |                            |  |   |                       |                       |                       |  |   |                             |                             |                             |
|  | 4                              |                                |                                |   | Avtomobilist Iekaterinbourg | 3                          |                            |                            |  |   |                       |                       |                       |  |   |                             |                             |                             |
|  | 5                              | Metallourg Magnitogorsk        | 4                              |   |                             |                            |                            |                            |  |   |                       |                       |                       |  |   |                             |                             |                             |
|  | 5                              | Metallourg Magnitogorsk        | 4                              |   | 5                           | Metallourg Magnitogorsk    | 0                          |                            |  |   |                       |                       |                       |  |   |                             |                             |                             |
|  |                                |                                |                                |   | 5                           | Metallourg Magnitogorsk    | 0                          |                            |  |   |                       |                       |                       |  |   |                             |                             |                             |
|  |                                | 3                              | Avangard Omsk                  | 4 |                             |                            |                            |                            |  |   |                       |                       |                       |  |   |                             |                             |                             |
|  | 3                              | 3                              | Avangard Omsk                  | 4 | Avangard Omsk               | 4                          |                            |                            |  |   |                       |                       |                       |  |   |                             |                             |                             |
|  | 3                              |                                |                                |   | Avangard Omsk               | 4                          |                            |                            |  |   |                       |                       |                       |  |   |                             |                             |                             |
|  | 6                              | Sibir Novossibirsk             | 1                              |   |                             |                            |                            |                            |  |   |                       |                       |                       |  |   |                             |                             |                             |
|  | 6                              | Sibir Novossibirsk             | 1                              |   |                             |                            |                            |                            |  |   |                       |                       |                       |  | 1 | Ak Bars Kazan               | 3                           |                             |
|  |                                |                                |                                |   |                             |                            |                            |                            |  |   |                       |                       |                       |  | 1 | Ak Bars Kazan               | 3                           |                             |
|  |                                | 2                              | HK CSKA Moscou                 | 4 |                             |                            |                            |                            |  |   |                       |                       |                       |  |   |                             |                             |                             |
|  | 1                              | 2                              | HK CSKA Moscou                 | 4 | SKA Saint-Pétersbourg       | 4                          |                            |                            |  |   |                       |                       |                       |  |   |                             |                             |                             |
|  | 1                              |                                |                                |   | SKA Saint-Pétersbourg       | 4                          |                            |                            |  |   |                       |                       |                       |  |   |                             |                             |                             |
|  | 8                              | Dinamo Minsk                   | 2                              |   |                             |                            |                            |                            |  |   |                       |                       |                       |  |   |                             |                             |                             |
|  | 8                              | Dinamo Minsk                   | 2                              |   | 1                           | SKA Saint-Pétersbourg      | 4                          |                            |  |   |                       |                       |                       |  |   |                             |                             |                             |
|  |                                |                                |                                |   | 1                           | SKA Saint-Pétersbourg      | 4                          |                            |  |   |                       |                       |                       |  |   |                             |                             |                             |
|  |                                | 4                              | Torpedo Nijni Novgorod         | 0 |                             |                            |                            |                            |  |   |                       |                       |                       |  |   |                             |                             |                             |
|  | 4                              | 4                              | Torpedo Nijni Novgorod         | 0 | Torpedo Nijni Novgorod      | 4                          |                            |                            |  |   |                       |                       |                       |  |   |                             |                             |                             |
|  | 4                              |                                |                                |   | Torpedo Nijni Novgorod      | 4                          |                            |                            |  |   |                       |                       |                       |  |   |                             |                             |                             |
|  | 5                              | Dinamo Moscou                  | 2                              |   |                             |                            |                            |                            |  |   |                       |                       |                       |  |   |                             |                             |                             |
|  | 5                              | Dinamo Moscou                  | 2                              |   |                             |                            |                            |                            |  | 1 | SKA Saint-Pétersbourg | 2                     |                       |  |   |                             |                             |                             |
|  | Conférence Ouest               |                                |                                |   |                             |                            |                            |                            |  | 1 | SKA Saint-Pétersbourg | 2                     |                       |  |   |                             |                             |                             |
|  |                                | 2                              | HK CSKA Moscou                 | 4 |                             |                            |                            |                            |  |   |                       |                       |                       |  |   |                             |                             |                             |
|  | 2                              | 2                              | HK CSKA Moscou                 | 4 | HK CSKA Moscou              | 4                          |                            |                            |  |   |                       |                       |                       |  |   |                             |                             |                             |
|  | 2                              |                                |                                |   | HK CSKA Moscou              | 4                          |                            |                            |  |   |                       |                       |                       |  |   |                             |                             |                             |
|  | 7                              | Severstal Tcherepovets         | 3                              |   |                             |                            |                            |                            |  |   |                       |                       |                       |  |   |                             |                             |                             |
|  | 7                              | Severstal Tcherepovets         | 3                              |   | 2                           | HK CSKA Moscou             | 4                          |                            |  |   |                       |                       |                       |  |   |                             |                             |                             |
|  |                                |                                |                                |   | 2                           | HK CSKA Moscou             | 4                          |                            |  |   |                       |                       |                       |  |   |                             |                             |                             |
|  |                                | 3                              | Lokomotiv Iaroslavl            | 3 |                             |                            |                            |                            |  |   |                       |                       |                       |  |   |                             |                             |                             |
|  | 3                              | 3                              | Lokomotiv Iaroslavl            | 3 | Lokomotiv Iaroslavl         | 4                          |                            |                            |  |   |                       |                       |                       |  |   |                             |                             |                             |
|  | 3                              |                                |                                |   | Lokomotiv Iaroslavl         | 4                          |                            |                            |  |   |                       |                       |                       |  |   |                             |                             |                             |
|  | 6                              | HK Vitiaz                      | 1                              |   |                             |                            |                            |                            |  |   |                       |                       |                       |  |   |                             |                             |                             |

### Finale
| 17 avril 2023 | Ak Bars Kazan | 4-1 (1-1, 1-0, 2-0) | HK CSKA Moscou | TatNeft Arena, Kazan 8 815 spectateurs |

| Feuille de match | Feuille de match | Feuille de match    | Feuille de match                            | Feuille de match                                                         |
| ---------------- | --- | ------------------- | ------------------------------------------- | ------------------------------------------------------------------------ |
|                  | Loukoïanov — 6 min 57 s (IN) Galiev (Chipatchiov, Voïnov) — 22 min (SN) Voronkov (Radoulov) — 47 min 28 s Panioukov (Adamtchouk, Liamkine) — 52 min 54 s | 1-0 1-1 2-1 3-1 4-1 | Grigorenko (Dietz, Provolnev) — 14 min 46 s | Arbitrage : Denis Naoumov Konstantin Olenine Nikita Novikov Dmitri Sivov |
| Timour Bilialov  | Gardiens | Adam Reideborn      |                                             | Arbitrage : Denis Naoumov Konstantin Olenine Nikita Novikov Dmitri Sivov |
| 6 min            | Pénalités | 6 min               |                                             | Arbitrage : Denis Naoumov Konstantin Olenine Nikita Novikov Dmitri Sivov |
| 28               | Tirs | 36                  |                                             | Arbitrage : Denis Naoumov Konstantin Olenine Nikita Novikov Dmitri Sivov |

| 19 avril 2023 | Ak Bars Kazan | 0-3 (0-1, 0-1, 0-1) | HK CSKA Moscou | TatNeft Arena, Kazan 8 890 spectateurs |

| Feuille de match | Feuille de match | Feuille de match | Feuille de match | Feuille de match                                                              |
| ---------------- | ---------------- | ---------------- | --- | ----------------------------------------------------------------------------- |
|                  |                  | 0-1 0-2 0-3      | Kamenev (Okoulov, Plotnikov) — 12 min 32 s Dyblenko (Grigorenko, Poltapov) — 34 min 2 s Grigorenko (Sergueïev) — 58 min 11 s (CV) | Arbitrage : Alekseï Belov Sergueï Koulakov Artiom Savenkov Sergueï Chelianine |
| Timour Bilialov  | Gardiens         | Adam Reideborn   | | Arbitrage : Alekseï Belov Sergueï Koulakov Artiom Savenkov Sergueï Chelianine |
| 9 min            | Pénalités        | 8 min            | | Arbitrage : Alekseï Belov Sergueï Koulakov Artiom Savenkov Sergueï Chelianine |
| 29               | Tirs             | 19               | | Arbitrage : Alekseï Belov Sergueï Koulakov Artiom Savenkov Sergueï Chelianine |

| 21 avril 2023 | HK CSKA Moscou | 3-2 (0-0, 3-1, 0-1) | Ak Bars Kazan | CSKA Arena, Moscou 10 284 spectateurs |

| Feuille de match | Feuille de match | Feuille de match              | Feuille de match                                                                 | Feuille de match                                                                  |
| ---------------- | --- | ----------------------------- | -------------------------------------------------------------------------------- | --------------------------------------------------------------------------------- |
|                  | Grigorenko (Nesterov, Okoulov) — 22 min 12 s (SN) Sorkine (Poltapov) — 32 min 6 s Slepychev (Nesterov, Okoulov) — 35 min 56 s (SN) | 1-0 1-1 2-1 3-1 3-2           | Voronkov (Jouravliov) — 22 min 40 s Radoulov (Adamtchouk, Ioudine) — 45 min 11 s | Arbitrage : Viktor Gachilov Sergueï Beliaïev Anton Ponamarenko Nikita Viliouguine |
| Adam Reideborn   | Gardiens | Timour Bilialov Amir Miftakov |                                                                                  | Arbitrage : Viktor Gachilov Sergueï Beliaïev Anton Ponamarenko Nikita Viliouguine |
| 6 min            | Pénalités | 6 min                         |                                                                                  | Arbitrage : Viktor Gachilov Sergueï Beliaïev Anton Ponamarenko Nikita Viliouguine |
| 15               | Tirs | 34                            |                                                                                  | Arbitrage : Viktor Gachilov Sergueï Beliaïev Anton Ponamarenko Nikita Viliouguine |

| 23 avril 2023 | HK CSKA Moscou | 2-1 (1-1, 0-0, 1-0) | Ak Bars Kazan | CSKA Arena, Moscou 10 344 spectateurs |

| Feuille de match | Feuille de match                                                                           | Feuille de match | Feuille de match                | Feuille de match                                                       |
| ---------------- | ------------------------------------------------------------------------------------------ | ---------------- | ------------------------------- | ---------------------------------------------------------------------- |
|                  | Slepychev (Okoulov, Nesterov) — 14 min 34 s (SN) Kamenev (Okoulov, Claesson) — 55 min 24 s | 0-1 1-1 2-1      | Semionov (Galiev) — 10 min 43 s | Arbitrage : Viktor Birine Maksim Sidorenko Dmitri Chichlo Dmitri Sivov |
| Adam Reideborn   | Gardiens                                                                                   | Timour Bilialov  |                                 | Arbitrage : Viktor Birine Maksim Sidorenko Dmitri Chichlo Dmitri Sivov |
| 6 min            | Pénalités                                                                                  | 28 min           |                                 | Arbitrage : Viktor Birine Maksim Sidorenko Dmitri Chichlo Dmitri Sivov |
| 30               | Tirs                                                                                       | 25               |                                 | Arbitrage : Viktor Birine Maksim Sidorenko Dmitri Chichlo Dmitri Sivov |

| 25 avril 2023 | Ak Bars Kazan | 2-1 (0-1, 1-0, 0-1) | HK CSKA Moscou | TatNeft Arena, Kazan 8 619 spectateurs |

| Feuille de match | Feuille de match                                                                    | Feuille de match | Feuille de match       | Feuille de match                                                           |
| ---------------- | ----------------------------------------------------------------------------------- | ---------------- | ---------------------- | -------------------------------------------------------------------------- |
|                  | Radoulov (Chipatchiov) — 29 min 35 s (SN) Galiev (Liamkine, Semionov) — 52 min 22 s | 0-1 1-1 2-1      | Poltapov — 19 min 56 s | Arbitrage : Konstantin Olenine Alekseï Belov Dmitri Chichlo Nikita Novikov |
| Timour Bilialov  | Gardiens                                                                            | Adam Reideborn   |                        | Arbitrage : Konstantin Olenine Alekseï Belov Dmitri Chichlo Nikita Novikov |
| 8 min            | Pénalités                                                                           | 6 min            |                        | Arbitrage : Konstantin Olenine Alekseï Belov Dmitri Chichlo Nikita Novikov |
| 23               | Tirs                                                                                | 18               |                        | Arbitrage : Konstantin Olenine Alekseï Belov Dmitri Chichlo Nikita Novikov |

| 27 avril 2023 | HK CSKA Moscou | 0-3 (0-1, 0-1, 0-1) | Ak Bars Kazan | CSKA Arena, Moscou 10 542 spectateurs |

| Feuille de match | Feuille de match | Feuille de match | Feuille de match                                                                                               | Feuille de match                                                                |
| ---------------- | ---------------- | ---------------- | --- | ------------------------------------------------------------------------------- |
|                  |                  | 0-1 0-2 0-3      | Galimov (Ievseïev) — 7 min 44 s Chipatchiov (Ioudine, Kagarlitski) — 28 min 1 s (SN) Dyniak — 59 min 33 s (CV) | Arbitrage : Sergueï Beliaïev Konstantin Olenine Sergueï Chelianine Dmitri Sivov |
| Adam Reideborn   | Gardiens         | Timour Bilialov  | | Arbitrage : Sergueï Beliaïev Konstantin Olenine Sergueï Chelianine Dmitri Sivov |
| 4 min            | Pénalités        | 4 min            | | Arbitrage : Sergueï Beliaïev Konstantin Olenine Sergueï Chelianine Dmitri Sivov |
| 27               | Tirs             | 13               | | Arbitrage : Sergueï Beliaïev Konstantin Olenine Sergueï Chelianine Dmitri Sivov |

| 29 avril 2023 | Ak Bars Kazan | 2-3 (1-0, 1-3, 0-0) | HK CSKA Moscou | TatNeft Arena, Kazan 8 890 spectateurs |

| Feuille de match | Feuille de match                                       | Feuille de match    | Feuille de match                                                                                    | Feuille de match                                                               |
| ---------------- | ------------------------------------------------------ | ------------------- | --------------------------------------------------------------------------------------------------- | ------------------------------------------------------------------------------ |
|                  | Petrov — 19 min 10 s Voronkov (Radoulov) — 27 min 16 s | 1-0 1-1 2-1 2-2 2-3 | Slepychev (Svetlakov) — 20 min 15 s Kamenev (Plotnikov) — 30 min 12 s Dietz (Okoulov) — 31 min 28 s | Arbitrage : Viktor Birine Konstantin Olenine Sergueï Chelianine Dmitri Chichlo |
| Timour Bilialov  | Gardiens                                               | Adam Reideborn      | | Arbitrage : Viktor Birine Konstantin Olenine Sergueï Chelianine Dmitri Chichlo |
| 6 min            | Pénalités                                              | 6 min               | | Arbitrage : Viktor Birine Konstantin Olenine Sergueï Chelianine Dmitri Chichlo |
| 21               | Tirs                                                   | 33                  | | Arbitrage : Viktor Birine Konstantin Olenine Sergueï Chelianine Dmitri Chichlo |

## Effectif vainqueur de la Coupe Gagarine
| Vainqueurs de la Coupe Gagarine 2023 CSKA Moscou | Gardiens : Aleksandr Charytchenkov, Adam Reideborn, Dmitri Gamzine*, Vsevolod Skotnikov Défenseurs : Fredrik Claesson, Darren Dietz, Artiom Douda*, Vladimir Groudinine*, Christián Jaroš*, Roman Kalinintchenko*, Nikolaï Makarov, Nikita Nesterov (C), Vladislav Provolnev, Artiom Sergueïev Attaquants : Vitali Abramov, Vladimir Brioukvine, Kirill Doljenkov*, Vassili Dronyk, Vsevolod Gaïdamak*, Matveï Gouskov, Mikhaïl Grigorenko, Danil Iourtaïkine*, Vladislav Kamenev, Pavel Karnaoukhov, Maksim Kirileïtchenko*, Danila Koulakov*, Iegor Kouzminov*, Maksim Mamine, Takhir Mingatchiov, Konstantin Okoulov, Semion Pankratov, Sergueï Plotnikov (A), Prokhor Poltapov, Anton Slepychev, Maksim Sorkine, Andreï Svetlakov (A), Matveï Vassine* Entraîneurs : Sergueï Fiodorov assisté de Vladimir Tchebatourkine, Igor Kravtchouk, Ravil Iakoubov, Sergejs Naumovs |

(*) Ces joueurs n'ont pas disputé de match dans les séries éliminatoires.

## Trophées individuels
- Joueur le plus utile des séries éliminatoires : Mikhaïl Grigorenko (CSKA Moscou)
- Meilleur entraîneur : Sergueï Fiodorov (CSKA Moscou)
- Meilleur gardien : Nikita Serebriakov (Admiral Vladivostok)
- Meilleur pointeur de la saison régulière : Dmitrij Jaškin, 62 points (SKA Saint-Pétersbourg)
- Meilleur buteur de la saison régulière : Dmitrij Jaškin, 40 buts (SKA Saint-Pétersbourg)
- Meilleur pointeur chez les défenseurs : Aleksandr Nikichine, 55 points (SKA Saint-Pétersbourg)
- Meilleure ligne d'attaque : Vladimir Tkatchiov - Corban Knight - Reid Boucher (Avangard Omsk)
- Meilleur +/- : Andreï Pedan, +32 (SKA Saint-Pétersbourg)
- Prix Sergueï Gimaïev (loyauté au hockey) : Vassili Kochetchkine (Magnitogorsk)
- Meilleur joueur de la saison (Crosse d'or) : Dmitrij Jaškin (SKA Saint-Pétersbourg)
- Meilleure recrue (trophée Alekseï Tcherepanov) : Nikita Grebionkine (Amour Khabarovsk)
- Équipe type : Nikita Serebriakov (Vladivostok) - Nikita Nesterov (CSKA Moscou) - Aleksandr Nikichine (SKA Saint-Pétersbourg) - Dmitrij Jaškin (SKA Saint-Pétersbourg) - Mikhaïl Grigorenko (CSKA Moscou) - Aleksandr Radoulov (Ak Bars Kazan)